# 雨引村
雨引村（あまびきむら）は茨城県真壁郡にかつて存在した村である。

## 地理
- 現在の桜川市の中部、旧大和村の東部に位置する。
- 村は桜川の東岸に位置する。

## 歴史

### 村名の由来
雨引観音（楽法寺）が有名な雨引山の麓にあることから。

### 村域の変遷
- 1889年（明治22年）4月1日 - 町村制施行により、本木村、阿部田村、大曽根村、東飯田村、羽田村が合併し真壁郡雨引村発足。
- 1954年（昭和29年）1月22日 - 大国村と合併して大和村が発足。同日雨引村廃止。

変遷表
| 1868年 以前 | 1868年 以前 | 明治9年  | 明治22年 4月1日 | 昭和29年 1月22日 | 平成17年 10月1日 | 現在   |
| ----------- | ----------- | -------- | --------------- | ---------------- | ---------------- | ------ |
|             | 東飯田村    | 東飯田村 | 雨引村          | 大和村           | 桜川市           | 桜川市 |
|             | 西飯田村    | 東飯田村 | 雨引村          | 大和村           | 桜川市           | 桜川市 |
|             | 本木村      |          | 雨引村          | 大和村           | 桜川市           | 桜川市 |
|             | 阿部田村    |          | 雨引村          | 大和村           | 桜川市           | 桜川市 |
|             | 大曽根村    |          | 雨引村          | 大和村           | 桜川市           | 桜川市 |
|             | 羽田村      |          | 雨引村          | 大和村           | 桜川市           | 桜川市 |

## 大字
- 東飯田（ひがしいいだ）
- 本木（もとぎ）
- 阿部田（あべた）
- 大曽根（おおぞね）
- 羽田（はねた）

## 人口・世帯

### 人口
総数 [単位： 人]
| 1889年（明治22年） | 2,982 |
| 1891年（明治24年） | 4,116 |
| 1920年（大正 9年） | 3,473 |
| 1935年（昭和10年） | 3,473 |
| 1950年（昭和25年） | 4,529 |

### 世帯
総数 [単位： 世帯]
| 1920年（大正 9年） | 712 |
| 1935年（昭和10年） | 661 |
| 1950年（昭和25年） | 791 |

## 交通

### 鉄道
- 常総筑波鉄道（ → 関東鉄道 → 筑波鉄道）
  - 筑波線
    - 雨引駅

旧村域内に所在した東飯田駅は1955年開業。